# Gerstetten
Gerstetten är en kommun och ort i Landkreis Heidenheim i regionen Ostwürttemberg i Regierungsbezirk Stuttgart i förbundslandet Baden-Württemberg i södra Tyskland. Folkmängden uppgår till cirka 12 000 invånare, på en yta av 92 kvadratkilometer.